# Cyclosurus mariei
Cyclosurus mariei foi uma espécie de gastrópodes da família Cyclophoridae.
Foi endémica da Mayotte.